# Ганс Мецнер
Ганс Мецнер (Hans Metzner; 22 лютого 1898, Дессау — 24 січня 1975, Райнбек) — німецький офіцер, генерал-майор люфтваффе.

## Біографія
15 серпня 1914 року вступив добровольцем в 74-й польовий артилерійський полк. Учасник Першої світової війни. 1 жовтня 1915 року перейшов на флот. Пройшов тривалу підготовку на різних кораблях. 16 липня 1917 року розпочав підготовку пілота, після завершення якої служив в 1-му морському авіаційному батальйоні. З 22 квітня 1918 по 30 березня 1919 року — пілот при командуванні авіації флоту відкритого моря. 15 листопада 1919 року звільнений у відставку.
З 1 квітня 1919 по 30 червня 1923 року вивчав національну економіку. 1 липня 1923 року повернувся на флот. 1 жовтня 1937 року переведений в люфтваффе і призначений командиром 2-ї ескадрильї 606-ї групи берегової розвідки та комендантом морської авіабази в Кампі. З 1 грудня 1937 року — командир 706-ї групи берегової розвідки. З 18 серпня 1938 року — знову командир 2-ї ескадрильї 606-ї групи берегової розвідки. 1 жовтня 1938 року переведений в Імперське міністерство авіації.
З 1 лютого 1939 року — командир відділу Управління розвідки ОКВ. З 1 липня 1940 року — офіцер люфтваффе в штабі групи ВМС «Захід». З 1 липня 1941 року —командир 41-го навчального авіаполку і льотного училища в Франкфурті-на-Одері. З 1 жовтня 1941 року — начальник Генштабу повітряної області «Бельгія-Північна Франція». У вересні 1944 року заарештований. 31 грудня звільнений і наступного дня призначений генералом для особливих доручень при командування 8-ї повітряної області, потім — в Бреслау і Празі. Одночасно з лютого 1945 року — комендант аеродрому в Празі. 8 травня 1945 року взятий в полон. 1 вересня 1947 року звільнений.

## Звання
- Фенріх-цур-зее (13 липня 1916)
- Лейтенант-цур-зее (13 грудня 1917)
- Оберлейтенант-цур-зее запасу (27 січня 1921)
- Оберлейтенант-цур-зее (1 квітня 1925)
- Капітан-лейтенант (1 січня 1933)
- Корветтен-капітан (1 жовтня 1936)
- Майор (1 жовтня 1937)
- Оберстлейтенант (1 серпня 1938)
- Оберст (1 квітня 1939)
- Генерал-майор (1 квітня 1942)

## Нагороди
- Залізний хрест 2-го і 1-го класу
- Хрест Фрідріха
- Знак пілота ВМФ
- Почесний хрест ветерана війни з мечами
- Медаль «За вислугу років у Вермахті» 4-го, 3-го і 2-го класу (18 років)
- Застібка до Залізного хреста 2-го класу
- Хрест Воєнних заслуг 2-го і 1-го класу з мечами
- Нагрудний знак пілота (Італія)